# Girísens
Els girísens (en llatí gyrisoeni, en grec antic Γυρισοίνοι) eren un poble iber de la Bètica, a Hispània, que vivien a la rodalia de Castulo. Els esmenta Plutarc.